# Real Gone (bài hát)
"Real Gone" là một bài hát sáng tác bởi Sheryl Crow và John Shanks cho bộ phim Vương quốc xe hơi của hãng phim Pixar sản xuất năm 2006. Bài hát của Crow là đĩa đơn thứ hai của album nhạc phim chính thức của phim Vương quốc xe hơi.
Bài hát đạt được vị trí thứ 76 trên bảng xếp hạng âm nhạc Billboard Pop 100 và giành vị trí thứ nhất trên bảng xếp hạng đĩa đơn Billboard Bubbling Under Hot 100.
Bài hát được viết ở cung Đô trưởng (ghi âm thấp hơn nửa cung ở cung Si trưởng).

## Bảng xếp hạng
| Bảng xếp hạng năm 2006                            | Vị trí cao nhất |
| ------------------------------------------------- | --------------- |
| Hoa Kỳ Bubbling Under Hot 100 Singles (Billboard) | 1               |
| Hoa Kỳ Pop 100 (Billboard)                        | 76              |

## Chứng nhận
| Quốc gia                                                    | Chứng nhận | Số đơn vị/doanh số chứng nhận |
| ----------------------------------------------------------- | ---------- | ----------------------------- |
| Úc (ARIA)                                                   | Vàng       | 35.000‡                       |
| Hoa Kỳ (RIAA)                                               | Vàng       | 500.000‡                      |
| ‡ Chứng nhận dựa theo doanh số tiêu thụ và phát trực tuyến. |            |                               |